# Vdovkovití
Vdovkovití (Viduidae) představují čeleď malých zpěvných ptáků ze subsaharské Afriky.

## Popis
Vdovkovití jsou malí pěvci s oválným, kompaktním tělem, zaoblenými křídly, střední až velkou hlavou, krátkým a tlustým krkem a krátkým, kuželovitým zobákem. Objevuje se výrazný pohlavní dimorfismus: samice jsou nahnědlé, zatímco samci bývají černobílí s nahnědlým opeřením, nebo leskle modročerní. Samcům většiny druhů se během období rozmnožování vyvíjí velmi dlouhá ocasní pera. Prostý šat je naopak nenápadný. Samci přádelníka kukaččího (Anomalospiza imberbis), jediného zástupce rodu Anomalospiza, jsou v tomto ohledu výjimkou, mají totiž jasně žluté opeření.

## Stanoviště
Vdovkovití se vyskytují v subsaharské Africe. Žijí v otevřené krajině, často ve stepních a křovinatých oblastech, obývají i zemědělskou krajinu. Živí se především semeny, ale také hmyzem a plody.

## Hnízdní parazitismus

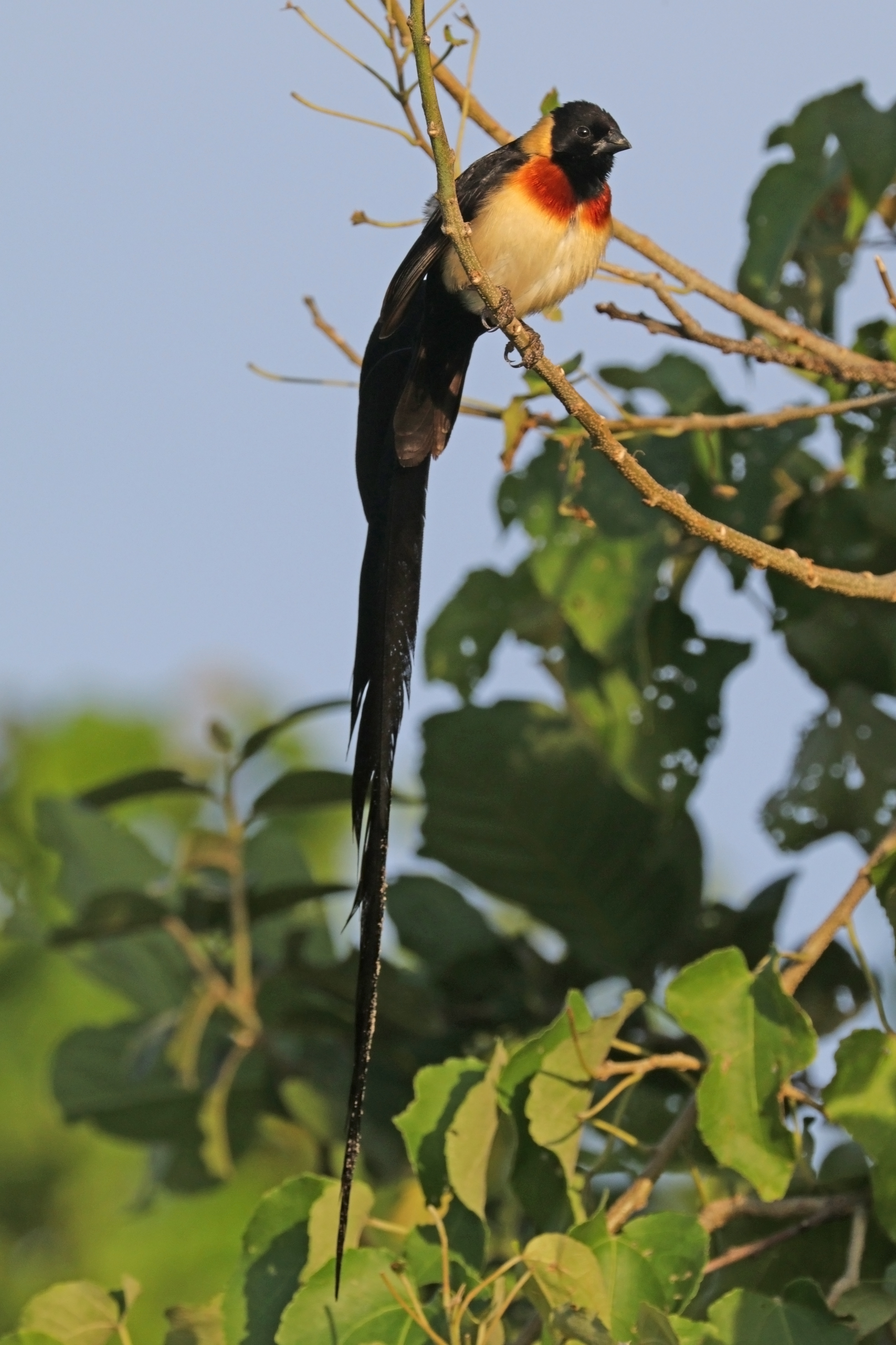
Vdovka rajská (V. paradisea)

Přádelník kukaččí (A. imberbis)

Všechny druhy vdovkovitých jsou hnízdními parazity, zástupci rodu Vidua využívají jako hostitele ptáky z čeledi astrildovití (Estrildidae), zatímco přádelník kukaččí parazituje na několika druzích čeledi Cisticolidae. Většina vdovek se specializovala na jediný druh hostitele, jen několik málo druhů využívá více hostitelů, ti však v takovém případě většinou spadají mezi blízce příbuzné druhy.
Vdovkovití i jejich hostitelé podléhají úzce provázané vzájemné koevoluci. Vajíčka vdovek rodu Vidua se podobají vajíčkům astrildovitých, mají shodné zbarvení a jsou pouze o něco málo větší. Samice vdovek obvykle kladou do hnízda svého hostitele jediné vejce a z původní snůšky žádná vejce neodstraňují. Na rozdíl od kukačkovitých také nedochází ke zničení původní snůšky ze strany cizopasných mláďat. Mláďata vdovek se obecně podobají mláďatům napadaných druhů, jak stejnými znaky na hrdle nebo okrajích zobáku, tak chováním. Na základě druhu, který vdovku vychovává, se rozvíjí také specifické samčí druhové volání. Pouze několik vdovkovitých, jako je vdovka černobílá (Vidua macroura) a vdovka modrá (Vidua hypocherina), má druhově specifickou píseň, nepřipomínající hostitelský druh.
Zajímavostí je, že hnízdní parazitismus ze strany vdovek nemusí být nutně spojen se snížením biologické zdatnosti hostitelů; týká se to minimálně jednoho druhu, vdovky atláska malého (Vidua chalybeata) a jeho výhradního hostitele, amaranta rudozobého (Lagonosticta senegala). Snůška neparazitovaného amaranta činí v průměru 3,5 vejce, v parazitovaných hnízdech činí průměr 3,4 vejce amaranta plus 2,2 vejce atláska. Studie publikovaná v roce 1973 dospěla k závěru, že hnízdní pár se takto velké snůšky zdráhá opustit, a tak vyšší počet vajíček v hnízdě nemusí být pro amaranty zcela nevýhodný. Parazitovaná hnízda totiž v průměru méně opouštějí (45,7 %) než hnízda neparazitovaná (56,3 %), a menší počet vlastních vychovaných mláďat tak kompenzuje vyšší úspěšnost samotného hnízdění. Díky tomu ani neexistuje důvod, aby na amaranty působil selekční tlak k vyvinutí účinné protistrategie vůči parazitismu atlásků.
Odlišnou hnízdní biologii naopak vykazuje přádelník kukaččí, jediný zástupce rodu Anomalospiza. Jeho vajíčka jsou bledě namodralá, s červenou skvrnou, přičemž mláďata se výrazně liší od mláďat hostitelského druhu. Ačkoli přádelníci nevyhazují vajíčka ani mláďata z hnízda, jak se tomu děje u čerstvě vylíhnutých kukaček, mládě přádelníka se většinou tvrdě dožaduje přídělů potravy, a potomstvo parazitovaného druhu tak většinou o to více strádá.

## Přehled druhů
čeleď vdovkovití (Viduidae)
- rod Anomalospiza
  - druh Anomalospiza imberbis (Cabanis, 1868) – přádelník kukaččí
- rod Vidua
  - druh Vidua camerunensis (Grote, 1922) – atlásek kamerunský
  - druh Vidua chalybeata (Müller, 1776) – atlásek malý
  - druh Vidua codringtoni (Neave, 1907) – atlásek zelenavý
  - druh Vidua fischeri (Reichenow, 1882) – vdovka Fischerova
  - druh Vidua funerea (Tarragon, 1847) – atlásek proměnlivý
  - druh Vidua hypocherina J. Verreaux & E. Verreaux, 1856 – vdovka modrá
  - druh Vidua interjecta (Grote, 1922) – vdovka dlouhoocasá
  - druh Vidua larvaticola Payne, 1982 – atlásek černolící
  - druh Vidua macroura (Pallas, 1764) – vdovka černobílá
  - druh Vidua maryae Payne, 1982 – atlásek nigerijský
  - druh Vidua nigeriae (Alexander, 1908) – atlásek křepelčí
  - druh Vidua obtusa (Chapin, 1922) – vdovka širokoocasá
  - druh Vidua orientalis Heuglin, 1870 – vdovka sahelská
  - druh Vidua paradisaea (Linnaeus, 1758) – vdovka rajská
  - druh Vidua purpurascens (Reichenow, 1883) – atlásek tmavý
  - druh Vidua raricola Payne, 1982 – atlásek jambandský
  - druh Vidua regia (Linnaeus, 1766) – vdovka královská
  - druh Vidua togoensis (Grote, 1923) – vdovka tožská
  - druh Vidua wilsoni (Hartert, 1901) – atlásek Wilsonův